# 法兰妥单抗
法兰妥单抗（INN：Flanvotumab；开发代号：IMC-20D7S），或译弗兰沃妥单抗，是一种设计用于治疗黑色素瘤的人单克隆抗体。它的靶向是TYRP1。
法兰妥单抗由ImClone Systems开发，现归礼来公司所有。